# Волконский, Никита Григорьевич
Князь Никита Григорьевич Волконский (1781—1844) — камергер,  генерал-майор, участник наполеоновских войн, флигель-адъютант императора Александра I, тайный советник.
Рюрикович, из 2-й ветви княжеского рода Волконских. Сын генерал-аншефа Г. С. Волконского, внук фельдмаршала Николая Репнина. Брат генералов С. Г. Волконского и Н. Г. Репнина-Волконского, которые отличились во время войн с Наполеоном.
Муж Зинаиды Белосельской-Белозерской.

## Биография
Окончил Сухопутный кадетский корпус. Прапорщик лейб--гвардии Измайловского полка (09 октября 1792), подпоручик в этот же полку (01 января 1796). Уволен от военной службы с чином капитана (16 ноября 1800). Принят к Императорскому Двору камер-юнкером (15 сентября 1801). Действительный камергер (01 января 1804). Вновь поступил на военную службу с чином подполковника по армии и назначен адъютантом к генералу И. И. Михельсону — главнокомандующему Молдавской армией (15 января 1807). Участвовал в боях с турками, получил несколько наград и в их числе золотую шпагу «за храбрость». Произведён в полковники и назначен флигель-адъютантом к Александру I (15 сентября 1807).
Император послал князя Никиту Григорьевича с письмом к Наполеону I (1808). От этой поездки осталось несколько исторических анекдотов. Наполеон доброжелательно встретил Волконского, пригласил на совместный обед в ходе которого император Франции похвалил русских солдат, с которыми он мог бы завоевать весь мир:
«Им скажи только — иди, и идут, а нашим ещё надо толковать, куда их ведут.»
В ходе того же обеда Наполеон произнёс и другие известные слова:
"Передайте вашему государю, что я его друг, но чтобы он остерегался тех, которые стараются нас поссорить. Если мы соединимся, мир будет наш. Вселенная подобна этому яблоку, которое я держу в руках. Мы можем разрезать его на две части, и каждый из нас получит половину. Для этого нам только нужно быть согласными, и дело сделано
Позднее, при докладе Волконского об этом случае Александр I ответил: «Сначала он удовольствуется одной половиной яблока, а там придёт охота взять и другую».
Завершение же поездки Никиты Григорьевича ознаменовалось ещё одной знаменитой историей. После прощания с Наполеоном, уже на лестнице Волконского нагнал гофмаршал Дюрок и передал футляр со словами «Это на память от его величества». Волконский открыл футляр и обнаружил перстень с маленьким бриллиантом. Посчитав такой незначительный подарок недостойным посланника русского императора он передарил его сопровождавшему жандарму со словами «Возьми на память от русского офицера». Жандарм рассказал о подарке, дело получило огласку и дошло до Наполеона, который велел Коленкуру, послу Франции в Петербурге, пожаловаться Александру I на непочтительное обращение с императорским подарком. Александр I, оценив поступок своего посланника по достоинству, сказал Волконскому:
«Оказывается, вы чуть было не поссорили меня с Наполеоном. Это было неосторожно с вашей стороны. В конце концов вы не были неправы в этой истории. Не будем больше говорить о ней.»
Назначен состоять при Петербургском ополчении (28 июля 1812), участвовал в сражении под Полоцком (6-7 октября 1812), был контужен осколком гранаты в правый бок, вследствие чего вышел в отставку (20 октября 1812). Вернулся на службу и состоял в Свите Александра I (19 декабря 1812).
Участвовал в сражениях под Люценом, Бауценом и Дрезденом (1813). Произведён в генерал-майоры с зачислением в Свиту Его императорского Величества (15 сентября 1813). За отличие под Лейпцигом награждён золотой шпагой «за храбрость» с алмазами.
Сражался под Бриенном, Ла-Ротьером, Бар-сюр-Обом, Арси-сюр-Обом, при Фер-Шампенуазе и под Парижем (1814). Сопровождал Александра I в поездке на Венский конгресс (1815). Был при миссии в Неаполе (10 января 1823). Уволен из Коллегии иностранных дел (04 декабря 1826). Перешёл в придворную службу егермейстером (06 декабря 1827). Пожалован в тайные советники (06 декабря 1835). 
В конце жизни принял католичество и уехал в Италию. Умер в г. Ассиз, похоронен в римской церкви Св. Винченцо и Анастазио.

## Семья
Жена (с 3 февраля 1811) — княжна Зинаида Александровна Белосельская (1789—1862), фрейлина двора, писательница, поэтесса, певица и композитор, видная фигура русской культурной жизни первой половины XIX века. 
В их браке родился единственный сын:
- Князь Волконский Александр Никитич (1811—1878) — тайный советник.

## Критика
В историографии имеются разночтения по году смерти князя Никиты Григорьевича. В данной статье год смерти указан († 1844). Князь П.В. Долгоруков в "Российской родословной книге" указывает († 1840). Генеалог и историк Г.А. Власьев год смерти показал († 06 декабря 1841).